# Xã Hazel Hill, Quận Johnson, Missouri
Xã Hazel Hill (tiếng Anh: Hazel Hill Township) là một xã thuộc quận Johnson, tiểu bang Missouri, Hoa Kỳ. Năm 2010, dân số của xã này là 1.824 người.